# Caiga quien caiga
Caiga quien caiga (también conocido por sus iniciales CQC) fue un programa de televisión de origen argentino y emitido en varios países del mundo que mezclaba el humor con el periodismo y el entretenimiento. Fue ideado por el presentador y conductor televisivo/radial Mario Pergolini. Se trataba de un resumen de noticias semanal que abordaba la actualidad política, del espectáculo y de los deportes con una mirada satírica y humorística. Comenzó a emitirse en América TV en 1995 con la conducción de Mario Pergolini, Eduardo De La Puente y Juan Di Natale pasando luego por Canal 13 y finalmente por Telefe. El programa finalizó en 2014, emitido los miércoles a las 23:15 (UTC -3), conducido por Roberto Pettinato, acompañado de Clemente Cancela y Darian Schijman.
Cada semana, desde un estudio en vivo y en directo, un trío de conductores presenta diferentes notas para mostrar la realidad de una forma muy diferente a la que los noticieros tradicionales acostumbran. Sus noteros entrevistan por igual a políticos, civiles o estrellas de cine, haciendo las preguntas menos convenientes y más incómodas, provocando en las celebridades las reacciones más inesperadas.
El formato fue adquirido por Globomedia para su emisión en España en 1996 e Italia (donde es conocido con el nombre de Le Iene Show), en 1997. El formato fue vendido posteriormente a Brasil, Chile, Estados Unidos, Francia, Holanda, Israel, México, Paraguay y Portugal.

## Primera versión (1995-1999, 2001-2008)
La edición argentina de CQC es la primera que fue realizada, y que luego se expandió por América y Europa. En sus comienzos sus conductores eran Mario Pergolini, Eduardo de la Puente y Juan di Natale, siendo columnista de deportes Nacho Goano. La forma de presentar las noticias está sacada, según palabras de Pergolini, de La noticia rebelde -que a su vez se basaba en un programa previo, llamado Semanario insólito-, un programa de mediados de los años 80 de la televisión argentina, que entre otros columnistas contaba con la presencia de Jorge Guinzburg, Adolfo Castelo, o Nicolás Repetto. La idea de Pergolini era, pues, recrear ese éxito de los años 80 en la era Menemista que empezaba.
Comenzó a emitirse en América TV el martes 25 de abril de 1995, en el horario de las 22. Esta primera etapa culminó en 1999, con un programa especial transmitido el 21 de diciembre de ese año desde el Teatro Gran Rex de Buenos Aires. En diciembre de 2001, hubo una edición especial de este programa (nuevamente en el mismo teatro) que preparó el desembarco del mismo para el año siguiente, esta vez en el Canal 13. Dicho especial fue grabado una semana antes del estallido de la crisis del 2001, y se emitió en la noche del 20 de diciembre de ese año, el mismo día en el que renunció el presidente argentino Fernando de la Rúa.
En 2006, Marcelo Tinelli mudó todos sus programas de Canal 9 a Canal 13. Tinelli era objeto frecuente de comentarios mordaces en el programa, debido al enfrentamiento de larga data que mantiene con Mario Pergolini, por lo que todos los programas de Cuatro Cabezas hicieron a la inversa y pasaron a emitirse por Telefe.
Entre sus reporteros de la etapa de América TV, fueron Andy Kusnetzoff, Juan Di Natale, Gonzalo Rodríguez, Daniel Malnatti, Daniel Tognetti. En la etapa de Canal 13, los reporteros han sido Clemente Cancela, Diego Della Sala, Guillermo López, Gonzalo Rodríguez, Daniel Malnatti. En su etapa en Telefe, Guillermo López, Gonzalo Rodríguez, Clemente Cancela, Daniel Malnatti (que dejó el programa en el 2007 para ir a trabajar a Telenoche) y Diego Iglesias. En el 2008 se les sumó Pablo Camaití.
La versión argentina, además, ha sido precursora de grandes espacios que han sido utilizados en otros países, como el claro ejemplo de QKRCHS (de cucarachas), El Top Five de la Televisión Argentina, ¡Proteste Ya!, Cadena de Favores, CQTest o El Cruce entre otros.
El tema musical de inicio es Shoot to Thrill de AC/DC. El tema musical de cierre es Funky Mama de Danny Gatton. El tema musical de apertura del Top Five de la Televisión Argentina es el Police Squad! Opening Theme de la película The Naked Gun de Ira Newborn y el tema de apertura del programa es Electric Head Pt. 1 (Satan In High Heels Mix) de White Zombie.

## Segunda versión (2009-2012)
A partir del 2009, Ernestina Pais sustituyó a Mario Pergolini y Gonzalo Rodríguez a Eduardo de la Puente.
En 2011 Guillermo López reemplazó a Gonzalo Rodríguez. Además, al equipo de noteros se sumaron Andrés Kilstein, quien resultó ganador del segmento El octavo integrante y Martina Soto Pose, que también participó de este espacio y se convirtió en la primera notera mujer del programa.
A fines del 2011 Caiga Quien Caiga es denunciado públicamente por familiares de discapacitados por haber utilizado las imágenes grabadas por el reclamo de reapertura de un servicio de rehabilitación para otros fines, perdiendo el programa su credibilidad ante muchos seguidores.
En 2012, debido a su bajo índice de audiencia, el formato fue adquirido por su canal de origen, América TV, Ernestina Pais se retiró de la conducción quedando a cargo Juan di Natale y Guillermo López únicamente. Ingresó en ese mismo ciclo un nuevo cronista, Darian Schijman, más conocido como "Rulo", que consiguió el puesto realizando un "Auto Casting" subiendo a Youtube un video realizando notas a muchas famosos que asistieron a la entrega de los Premios Tato, 2011. Su personaje en el programa es el "Periodista Básico".

## Tercera versión (2013-2014)
En 2013 Caiga quien caiga regresó a El Trece, completamente renovado. Dejó el formato semanal y se convirtió en formato diario, emitiéndose de lunes a jueves a las 23:45 con una duración aproximada de 40 minutos, y una emisión especial los días viernes a las 22:45 con una duración aproximada de 1 hora. La conducción pasó a estar a cargo de Roberto Pettinato, Clemente Cancela (en su regreso al ciclo) y Diego Iglesias. Comenzó a emitirse el 13 de mayo de 2013. El 28 de agosto de 2014, la productora Eyeworks anunció que CQC finalizará el ciclo oficialmente el 17 de septiembre de 2014 como una despedida, por el momento, sin retorno. Así CQC se convertiría en un clásico de la televisión Argentina tras 19 años al aire y un referente indiscutido de un formato sumamente original de los programas periodísticos.

### Índice de audiencia del 2013
| 1   | 13 de mayo       | 9.1          |
| 2   | 14 de mayo       | 7.7          |
| 3   | 15 de mayo       | 9.3          |
| 4   | 16 de mayo       | 6.4          |
| 5   | 17 de mayo       | 7.6          |
| 6   | 20 de mayo       | 5.9          |
| 7   | 21 de mayo       | 7.3          |
| 8   | 22 de mayo       | 8.4          |
| 9   | 23 de mayo       | 12.0         |
| 10  | 24 de mayo       | 6.6          |
| 11  | 27 de mayo       | 7.3          |
| 12  | 28 de mayo       | 7.0          |
| 13  | 29 de mayo       | No se emitió |
| 14  | 30 de mayo       | 7.3          |
| 15  | 31 de mayo       | 8.7          |
| 16  | 3 de junio       | 6.1          |
| 17  | 4 de junio       | 7.3          |
| 18  | 5 de junio       | 6.9          |
| 19  | 6 de junio       | 7.1          |
| 20  | 7 de junio       | 8.1          |
| 21  | 10 de junio      | 6.9          |
| 22  | 11 de junio      | 6.5          |
| 23  | 12 de junio      | 7.2          |
| 24  | 13 de junio      | 7.1          |
| 25  | 14 de junio      | 6.2          |
| 26  | 17 de junio      | 7.8          |
| 27  | 18 de junio      | 5.6          |
| 28  | 19 de junio      | 4.9          |
| 29  | 20 de junio      | 9.3          |
| 30  | 24 de junio      | 5.8          |
| 31  | 25 de junio      | 7.7          |
| 32  | 26 de junio      | 9.4          |
| 33  | 27 de junio      | 9.9          |
| 34  | 28 de junio      | 9.6          |
| 35  | 1 de julio       | 7.0          |
| 36  | 2 de julio       | 8.3          |
| 37  | 3 de julio       | 7.8          |
| 38  | 4 de julio       | 7.5          |
| 39  | 5 de julio       | 7.3          |
| 40  | 8 de julio       | 7.3          |
| 41  | 9 de julio       | 6.5          |
| 42  | 10 de julio      | 6.4          |
| 43  | 11 de julio      | 8.3          |
| 44  | 12 de julio      | 8.3          |
| 45  | 15 de julio      | 7.0          |
| 46  | 16 de julio      | 8.2          |
| 47  | 17 de julio      | 7.6          |
| 48  | 18 de julio      | 7.6          |
| 49  | 19 de julio      | 10.0         |
| 50  | 22 de julio      | 7.5          |
| 51  | 23 de julio      | 8.1          |
| 52  | 24 de julio      | 8.0          |
| 53  | 25 de julio      | 8.0          |
| 54  | 26 de julio      | 9.9          |
| 55  | 29 de julio      | 7.9          |
| 56  | 30 de julio      | 8.3          |
| 57  | 31 de julio      | 9.0          |
| 58  | 1 de agosto      | 9.1          |
| 59  | 2 de agosto      | 8.7          |
| 60  | 5 de agosto      | 4.0          |
| 61  | 6 de agosto      | 9.2          |
| 62  | 7 de agosto      | 8.3          |
| 63  | 8 de agosto      | 8.3          |
| 64  | 9 de agosto      | 9.1          |
| 65  | 12 de agosto     | 7.4          |
| 66  | 13 de agosto     | 7.7          |
| 67  | 14 de agosto     | 6.9          |
| 68  | 15 de agosto     | 7.5          |
| 69  | 16 de agosto     | 9.5          |
| 70  | 19 de agosto     | 6.7          |
| 71  | 20 de agosto     | 7.6          |
| 72  | 21 de agosto     | 8.9          |
| 73  | 22 de agosto     | 8.3          |
| 74  | 23 de agosto     | 9.1          |
| 75  | 26 de agosto     | 6.6          |
| 76  | 27 de agosto     | 8.7          |
| 77  | 28 de agosto     | 7.6          |
| 78  | 29 de agosto     | 8.3          |
| 79  | 30 de agosto     | 8.4          |
| 80  | 2 de septiembre  | 8.2          |
| 81  | 3 de septiembre  | 8.6          |
| 82  | 4 de septiembre  | 9.0          |
| 83  | 5 de septiembre  | 6.8          |
| 84  | 6 de septiembre  | 7.8          |
| 85  | 9 de septiembre  | 8.8          |
| 86  | 10 de septiembre | 6.3          |
| 87  | 11 de septiembre | 11.4         |
| 88  | 12 de septiembre | 7.7          |
| 89  | 13 de septiembre | 9.5          |
| 90  | 16 de septiembre | 7.9          |
| 91  | 17 de septiembre | 7.7          |
| 92  | 18 de septiembre | 8.7          |
| 93  | 19 de septiembre | 8.5          |
| 94  | 20 de septiembre | 8.5          |
| 95  | 23 de septiembre | 9.1          |
| 96  | 24 de septiembre | 8.6          |
| 97  | 25 de septiembre | 8.8          |
| 98  | 26 de septiembre | 8.8          |
| 99  | 27 de septiembre | 7.0          |
| 100 | 30 de septiembre | 7.1          |
| 101 | 1 de octubre     | 9.5          |
| 102 | 2 de octubre     | 7.2          |
| 103 | 3 de octubre     | 7.7          |
| 104 | 4 de octubre     | 9.4          |
| 105 | 7 de octubre     | 8.3          |
| 106 | 8 de octubre     | 9.3          |
| 107 | 9 de octubre     | 7.5          |
| 108 | 10 de octubre    | 7.6          |
| 109 | 11 de octubre    | 7.5          |
| 110 | 14 de octubre    | 7.3          |
| 111 | 15 de octubre    | 7.2          |
| 112 | 16 de octubre    | 8.0          |
| 113 | 17 de octubre    | 7.7          |
| 114 | 18 de octubre    | 7.5          |
| 115 | 21 de octubre    | 7.9          |
| 116 | 22 de octubre    | 7.7          |
| 117 | 23 de octubre    | 7.7          |
| 118 | 24 de octubre    | 7.6          |
| 119 | 25 de octubre    | 7.4          |
| 120 | 28 de octubre    | 6.8          |
| 121 | 29 de octubre    | 7.5          |
| 122 | 30 de octubre    | 8.4          |
| 123 | 31 de octubre    | 6.6          |
| 124 | 2 de noviembre   | 5.6          |
| 125 | 4 de noviembre   | 7.2          |
| 126 | 5 de noviembre   | 8.3          |
| 127 | 6 de noviembre   | 7.7          |
| 128 | 7 de noviembre   | 7.3          |
| 129 | 9 de noviembre   | 5.1          |
| 130 | 11 de noviembre  | 7.8          |
| 131 | 12 de noviembre  | 5.8          |
| 132 | 13 de noviembre  | 5.6          |
| 133 | 14 de noviembre  | 7.8          |
| 134 | 16 de noviembre  | 5.7          |
| 135 | 18 de noviembre  | 7.1          |
| 136 | 19 de noviembre  | 7.3          |
| 137 | 20 de noviembre  | 7.5          |
| 138 | 21 de noviembre  | 7.3          |

Promedio de la temporada: 7.8 puntos(1066,3/137)

#### Noteros
| 1995            | 1996            | 1997            | 1998            | 1999              | 2000 | 2001 | 2002              | 2003              | 2004              | 2005              | 2006              | 2007              | 2008              | 2009              | 2010              | 2011              | 2012              | 2013              | 2014              |
| Andy Kusnetzoff | Andy Kusnetzoff | Andy Kusnetzoff | Andy Kusnetzoff | Andy Kusnetzoff   |      |      | Clemente Cancela  | Clemente Cancela  | Clemente Cancela  | Clemente Cancela  | Clemente Cancela  | Clemente Cancela  | Clemente Cancela  | Clemente Cancela  | Clemente Cancela  | Andrés Kilstein   | Andrés Kilstein   | Andrés Kilstein   | Andrés Kilstein   |
| Nacho Goano     | Nacho Goano     | Nacho Goano     | Nacho Goano     | Nacho Goano       |      |      | Guillermo López   | Guillermo López   | Guillermo López   | Guillermo López   | Guillermo López   | Guillermo López   | Guillermo López   | Guillermo López   | Guillermo López   | Guillermo López   | Darian Schijman   | Darian Schijman   | Darian Schijman   |
| Juan Di Natale  | Juan Di Natale  | Juan Di Natale  | Daniel Malnatti | Daniel Malnatti   |      |      | Daniel Malnatti   | Daniel Malnatti   | Daniel Malnatti   | Daniel Malnatti   | Daniel Malnatti   | Diego Iglesias    | Diego Iglesias    | Diego Iglesias    | Diego Iglesias    | Diego Iglesias    | Diego Iglesias    | Diego Iglesias    | Diego Iglesias    |
| Daniel Tognetti | Daniel Tognetti | Daniel Tognetti | Daniel Tognetti | Daniel Tognetti   |      |      | Diego Della Salla | Diego Della Salla | Diego Della Salla |                   |                   |                   | Pablo Camaití     | Pablo Camaití     | Pablo Camaití     | Pablo Camaití     | Pablo Camaití     | Nicolás Guthmann  | Nicolás Guthmann  |
|                 |                 | Diego Angeli    |                 | Gonzalo Rodríguez |      |      | Gonzalo Rodríguez | Gonzalo Rodríguez | Gonzalo Rodríguez | Gonzalo Rodríguez | Gonzalo Rodríguez | Gonzalo Rodríguez | Gonzalo Rodríguez | Gonzalo Rodríguez | Gonzalo Rodríguez | Gonzalo Rodríguez | Gonzalo Rodríguez | Gonzalo Rodríguez | Gonzalo Rodríguez |
|                 |                 |                 |                 |                   |      |      |                   |                   |                   |                   |                   |                   |                   |                   | Martina Soto Pose |                   |                   |                   |                   |

## Versiones internacionales

### Argentina
En su última temporada se emitía por El Trece, los viernes a las 23:15. Era conducido por Roberto Pettinato, acompañado de Clemente Cancela y Darian Schijman. El formato fue adquirido por Globomedia para su emisión en España en 1996 e Italia (donde es conocido con el nombre de Le Iene Show), en 1997.
En 2013 se emitió por última vez.

### Brasil
La edición brasileña de CQC Brasil tenía el nombre de Custe o Que Custar y se emitió por la Rede Bandeirantes todos los lunes desde el 17 de marzo de 2008 hasta el 21 de diciembre de 2015, y era el programa más exitoso de esta cadena, que es la cuarta más grande de Brasil (tras Globo, Record y SBT).
El programa era presentado por Marcelo Tas, Marco Luque y Oscar Filho. El CQC brasileño tenía como reporteros a Dani Calabresa, Felipe Andreoli, Monica Iozzi, Maurício Meirelles y Ronald Rios. La sección llamada «Proteste Já» (Proteste Ya) fue presentada por Rafinha Bastos y Danilo Gentili. Luego, por Oscar Filho. En uno de los programas más exitosos se mostraron imágenes de un «reportero inexperto» (Danilo Gentili), que hizo entrevistas con celebridades. Algunos de los entrevistados fueron la cantante brasileña Gretchen, el Padre Marcelo Rossi, la televidente Madre Dináh, Eduardo Suplicy, y la presentadora de televisión brasileña Márcia Goldschmidt.
El 28 de septiembre de 2009, Monica Iozzi ganó la licitación de los miembros de sesiones de CQC y comenzó a trabajar como reportera en el programa.

### Chile

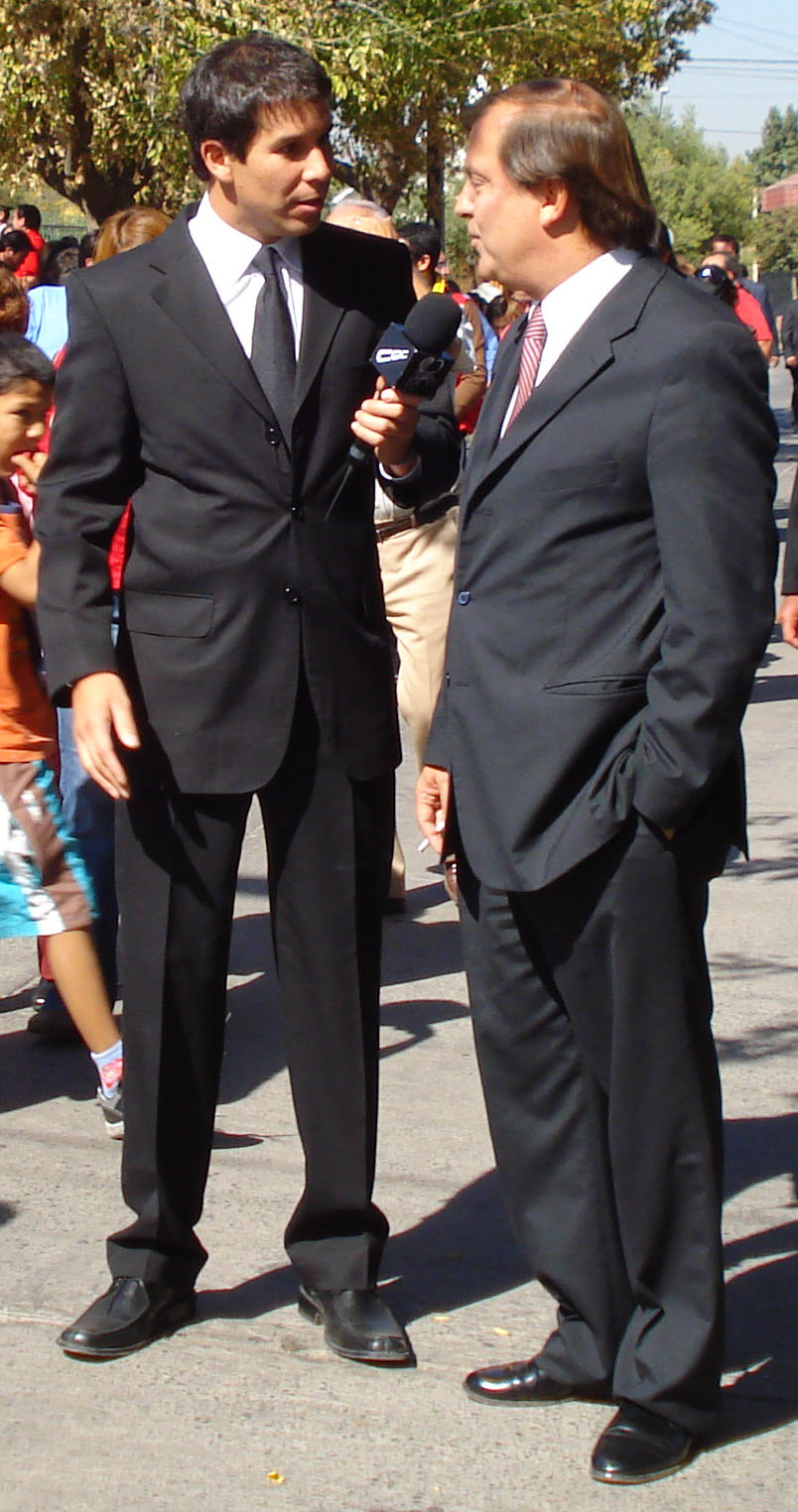
Gonzalo Feito (izquierda) entrevistando a Francisco Vidal.

En Chile, CQC se transmitió entre 2002 y 2011 por Mega, los domingos en horario prime. Su presentador principal fue Nicolás Larraín, que durante los nueve años de programa fue acompañado en la conducción por Felipe Bianchi, Pablo Mackenna, Gonzalo Feito, Iván Guerrero, Pablo Zúñiga y Pablo Araujo, estos cuatro últimos también siendo reporteros. Dentro de los noteros del programa figuraron nombres como Sebastián Eyzaguirre, Pamela Le Roy, Marcelo Arismendi, Fernando Lasalvia, Jean Philippe Cretton, Ramón Llao, Werne Núñez, Roberto Van Cauwelaert e Ítalo Franzani. Fue producido en conjunto con Mega y la productora argentina Cuatro Cabezas, propiedad del grupo holandés Eyeworks. La primera temporada de CQC Chile fue grabada en los estudios de la pro Buenos Aires, las siguientes temporadas fueron transmitidas en vivo en los estudios de Chilefilms, y las últimas en los estudios de Mega.
El 18 de diciembre de 2011 se emite el que sería su último capítulo en Mega, tras un par de años de malos resultados y 387 capítulos al aire. La señal decidió no renovar el programa para una nueva temporada. Durante los siguientes seis años, CQC Chile se intentó revivir en distintas plataformas de streaming. Larraín lideró en solitario una versión del programa como web show de corta duración, a través de la plataforma El Telón entre 2015 y 2016. Luego en julio de 2017, Sebastián Eyzaguirre y su productora se hicieron con los derechos de la franquicia, reviviendo el show como un especial auspiciado y transmitido por la compañía WOM en sus redes sociales, con motivo de las primarias presidenciales de ese mes con el retorno de varias figuras emblemáticas del programa, incluyendo Feito y Le Roy. El éxito provocó la realización de otro especial de las mismas características un mes después, esta vez transmitido en vivo y en directo desde un teatro de Santiago de Chile, y con un nivel de audiencia similar. 
Ambos especiales motivaron a Chilevisión para volver a producir el programa, con el auspicio principal de la empresa WOM. Primero como dos especiales en vivo para la primera y segunda vuelta de las elecciones presidenciales de noviembre-diciembre de 2017, con Eyzaguirre, Feito y Cretton como conductores y noteros, y luego con una nueva temporada regular que se comenzó a emitir semanalmente desde abril de 2018, con Rafael Cavada en reemplazo de Cretton.

### España
Caiga quien caiga fue emitido por Telecinco desde 1996 a 2002 y de 2004 a 2008. Después se emitió en La Sexta hasta 2008 y en 2010, durante tres meses, se emitió en Cuatro. En 2025, regresó a Telecinco.
En su primera etapa (producida por Globomedia) el conductor era El Gran Wyoming junto a Juanjo de la Iglesia y Javier Martín. De sus reporteros, algunos ya tenían fama reconocida como Pablo Carbonell, mientras que para otros supuso el lanzamiento de sus carreras, como Javier Martín o Arturo Valls -incorporado años después del comienzo de la emisión-. El elenco de reporteros se completaba con Tonino, Mario Caballero, Sergio Pazos y Juanjo de la Iglesia.
Al principio el programa tuvo un seguimiento reducido por la audiencia y se movió frecuentemente en la parrilla.
El programa empezó su éxito después de un programa navideño en el que entregaron las gafas al Rey Juan Carlos I, lo que supuso su relanzamiento en esa época (años 1997 y 1998), durante la cual los políticos nacionales aceptaban las gafas como una marca "de moda". El ascenso llegó al punto de que el presidente del gobierno, José María Aznar, les invitó a una comida en el Palacio de la Moncloa, sede de la presidencia del gobierno.
El programa incluía secciones satíricas como el "Curso de ética periodística" por Juanjo de la Iglesia o "Las peores noticias", con El Gran Wyoming, Juanjo de la Iglesia y Javier Martín. A pesar de mantener una rating elevada y los numerosos galardones otorgados al programa y a su presentador, Telecinco decidió repentinamente dejar de emitir el programa a finales de 2002. Se dijo que las fuertes críticas que desde el programa se hacían al gobierno del Partido Popular, a la figura de Ana Botella (la esposa del presidente del gobierno José María Aznar, 1996-2004), y al propietario (indirecto) de Telecinco Silvio Berlusconi fueron el detonante; sin embargo, esto fue desmentido por los propios reporteros, tiempo después del cierre, en varias entrevistas afirmando que el programa efectuó bromas más pesadas durante su historia.
En 2005, el programa volvió a la parrilla de Telecinco, esta vez conducido por Manel Fuentes, Arturo Valls y Eduardo Aldán.
Esta nueva etapa se caracteriza por añadir a los reportajes diversos efectos gráficos de postproducción, que hacen que las entrevistas a los personajes sean más amenas y divertidas ya que en cualquier momento, ante una metedura de pata (tanto por parte del entrevistador como por la del entrevistado) puede salir en pantalla un brazo dando un puñetazo al personaje así como otros muchos efectos que dan dinamismo al programa (al igual que en todas las ediciones en otros países). También ha habido un cambio en el estilo, menos sutil y más directo en sus críticas. Se presta más atención a temas de interés para los jóvenes, con un formato más comercial.
Los buenos resultados de audiencia hicieron que el programa renovara contrato con la cadena llegando a la emisión de su segunda temporada, presentada en plató, como ya ha ocurrido en su tercera por Arturo Valls, Manel Fuentes y Juan Ramón Bonet, Juanra (Reportero exclusivamente en la primera temporada).
Toni Garrido, Fernando González "Gonzo" y Christian Gálvez (También Arturo Valls, solo hasta la mitad de la 2ª temporada) y Juanra, como los reporteros de calle.
En su tercera temporada, Toni Garrido fue sustituido por Eugeni Alemany tras unos pocos programas de la misma. También se realizó un concurso de Reporteros en el cual, salió como nuevo fichaje del programa Francisco Rodríguez, "Fran". Durante esta temporada, Christian Gálvez dejó el programa cerca del final de temporada por otro contrato laboral de la cadena, siendo sustituido por un nuevo reportero en reportajes de calle: Castelo. Eugeni se encargaría también de la sección de Christian: "CQTest".
Finalmente, la más reciente incorporación del equipo de reporteros para la tercera temporada fue un joven llamado "Maldo".
En la cuarta temporada iniciada en otoño de 2007, se incorpora en lugar de Arturo Valls a Leandro Rivera, manteniéndose Manel Fuentes y Juanra como presentadores.
En marzo de 2008 se anuncia que la productora Mediapro, accionista mayoritaria de La Sexta, compra los derechos de emisión de CQC a Gestevisión Telecinco (Telecinco).  El programa comenzó el 14 de mayo en prime time, presentado por Frank Blanco, con Juanra Bonet y Toni Garrido en la mesa. También se incorporan al programa Estíbaliz Gabilondo (reportera y actriz donostiarra y segunda mujer en un CQC en España), Miguel Martín, y el dúo de reporteros Niño y Fox (Daniel Niño y David Ibánez, respectivamente). Sin embargo, los niveles de audiencia no son los esperados, y tras 17 entregas el programa es cancelado en diciembre de 2008.
En 2010 Cuatro decide recuperar Caiga quien caiga, aunque con una variación muy significativa. Esta nueva etapa del programa lo conduce un trío de mujeres y no de hombres como ha ocurrido en todas y cada una de sus etapas anteriores. Estas tres mujeres son Ana Milán, Silvia Abril y Tània Sàrrias. En esta nueva etapa el programa contara con 3 reporteros y 2 reporteras, Nacho García, Miguel Martín, Raúl Gómez, Estibaliz Gabilondo e Irene Moreno. El programa se estrenó el domingo 25 de abril de 2010, con una audiencia aceptable y con una imagen muy renovada, así como con nuevas secciones. Además el programa contó con un original comienzo, en el que anteriores presentadores como Arturo Valls, Manel Fuentes y Juanra Bonet, suplantaban a las presentadoras originales disfrazados de mujer.
Tras el último programa de la temporada emitido el 25 de julio de 2010, el futuro de Caiga quien caiga estaba en el aire debido a su irregular trayectoria de audiencia. Finalmente, el programa no renovó debido a los discretos datos de audiencia y su elevado coste económico. Quince años después, el programa anunció su regreso a la cadena que lo vio nacer en España, Telecinco, el 19 de enero de 2025, presentado esta vez por Lorena Castell, Santi Millán y Pablo González Batista. Contaría además con nueve reporteros para cubrir política, deporte, actualidad y eventos, entre ellos Carles Tamayo, Daniel Fez, Paula Púa, Violeta, Ana Francisco, Irene Junquera y Andy K, veterano reportero del primer CQC argentino.

### Estados Unidos
Hasta el momento se ha grabado un episodio piloto de la versión estadounidense del programa, aunque aún no se ha confirmado si el programa se realizará definitivamente. Los animadores eran Dominic Monaghan (conocido por sus papeles de Charlie en la serie Lost y Merry en las películas de El Señor de los Anillos), el cómico hispano Greg Giraldo y el actor y músico Zach Selwyn.

### Francia
Ha habido una edición de CQC en Francia, con el nombre de Les Hyènes («Las hienas»), transmitido por France 2 en 2004, con una estética similar a la versión italiana.

### Israel
En 2001 salió al aire en Israel la versión hebrea de CQC, el programa duró una sola temporada y fue dado de baja al no tener el éxito esperado. En la televisión israelí ya había en ese entonces varios programas satíricos.
En Israel, al ser un país pequeño y heterogéneo, no se ha desarrollado una élite de políticos y famosos, sino gente (muy a menudo ex-militares) en cargos adiministrativos y vecinos que han salido a la fama. La irreverencia hacia estos famosos es frecuentemente interpretada como violación a la privacidad y falta de buen gusto que no es de interés público.

### Italia
Se lo conoce con el nombre de Le Iene («Las hienas»), en alusión al nombre que tuvo la película de Tarantino Reservoir Dogs en aquel país. Se transmite por la cadena Italia 1 desde 1997 con éxito. Fue el primer CQC presentado por una mujer: Simona Ventura. Desde años se emite dos veces para semana, con distintos presentadores. Ha sido la versión precursora de la sección CQTest.

### Países Bajos
Se lo conocía con el nombre de CQC. Se estrenó desde el 28 de agosto de 2009 hasta el 5 de abril de 2010 en el canal Veronica. Los conductores eran Beau van Erven Dorens, Pieter Jouke y Daan Nieber y tenía a Tom Roes, Nina Pierson, Roel Maalderink y Jelte Sondij como reporteros.

### Portugal
La versión portuguesa de CQC se estrenó en octubre de 2008 en Televisão Independente como Caia Quem Caia y fue presentada por José Pedro Vasconcelos, Pedro Fernandes y Joana Cruz. Esta adaptación no tuvo éxito y posteriormente fue cancelada.

### Uruguay
Monte Carlo TV emitió todas la temporadas de la versión argentina de CQC que se hicieron en Telefe y no las de América TV o Canal 13 ya que los derechos de esos canales lo tienen Canal 10 y Teledoce, respectivamente.
En 2002, Canal 10 retiró de su programación la versión argentina de CQC en la mitad de su temporada, luego de censurar un programa en el que los periodistas de CQC se burlaban del presidente Jorge Batlle y en aquellos donde se referían a Uruguay como una provincia argentina. Anteriormente, Canal 10 ya había censurado algunos segmentos de otros programas de CQC.
Canal 10 transmitió las temporadas de CQC de América 2 y solo la mitad de la primera temporada en Canal 13, debido a las repercusiones por la burla al presidente de ese momento, Jorge Batlle.

### Ediciones extranjeras
El formato fue adquirido por Globomedia para su emisión en España en 1996 e Italia (donde fue conocido como Le Iene), en 1997. El formato fue vendido posteriormente a Israel, Francia, Chile, Bolivia, Brasil, Costa Rica, Honduras, México, Estados Unidos, Portugal, Paraguay, Uruguay y Países Bajos.
| País                         | Nombre del programa          | Presentador(es) | Canal                                                                           | Fecha de primer episodio | Fecha de último episodio |
| ---------------------------- | ---------------------------- | --- | ------------------------------------------------------------------------------- | ------------------------ | ------------------------ |
| Argentina (formato original) | Caiga quien caiga            | Mario Pergolini, Eduardo de la Puente y Juan di Natale (1995-1999, 2001-2008) Ernestina Pais y Gonzalo Rodríguez (2009-2011) Juan di Natale y Guillermo López con Darian Schijman (2012) Roberto Pettinato, Clemente Cancela y Diego Iglesias (2013-2014) | América TV (1995-1999, 2012) Telefe (2006-2011) El Trece (2001-2005, 2013-2014) | 14 de abril de 1995      | 17 de septiembre de 2014 |
| Brasil                       | Custe o Que Custar           | Marcelo Tas (2008-2014) Marco Luque (2008-2015) Rafinha Bastos (2008-2011) Oscar Filho (2012-2013) Dani Calabresa (2014) Dan Stulbach (2015) Rafael Cortez (2015) | Rede Bandeirantes                                                               | 17 de marzo de 2008      | 17 de diciembre de 2015  |
| Chile                        | Caiga quien caiga            | Nicolás Larraín (2002-2011) Sebastián Eyzaguirre (2017-2018) | Mega (2002-2011) Chilevisión (2017-2018)                                        | 27 de octubre de 2002    | Junio de 2018            |
| España                       | Caiga quien caiga            | El Gran Wyoming, Javier Martín y Juanjo de la Iglesia (1996-2002) Manel Fuentes, Arturo Valls, Eduardo Aldán y Deborah Ombres (2005) Arturo Valls, Manel Fuentes y Juanra Bonet con Toni Garrido, Gonzo y Christian Gálvez (2005-2006) Arturo Valls, Manel Fuentes y Juanra Bonet (2006-2007) Leandro Rivera, Manel Fuentes y Juanra Bonet (2007-2008) Juanra Bonet, Frank Blanco y Toni Garrido (2008) Ana Milán, Silvia Abril y Tània Sàrrias (2010) Santi Millán, Lorena Castell y Pablo González Batista (2025) | Telecinco (1996-2002, 2005-2008, 2025) La Sexta (2008) Cuatro (2010)            | 10 de mayo de 1996       | 2 de marzo de 2025       |
| Estados Unidos               | Caiga quien caiga            | Dominic Monaghan, Greg Giraldo y Zach Selwyn | Episodio piloto                                                                 | ?                        | ?                        |
| Francia                      | CIA : Club de l'info amateur | Arthur y Dominique Farrugia | TF1                                                                             | 2001                     | 2001                     |
| Francia                      | Les Hyènes                   | Caroline Diament | France 2                                                                        | 5 de julio de 2004       | 23 de agosto de 2004     |
| Israel                       | CQC                          | ? | ?                                                                               | 2001                     | 2001                     |
| Italia                       | Le iene Le iene Show         | Simona Ventura con Peppe Quintale y Dario Cassini (1997) Simona Ventura con Fabio Volo y Andrea Pellizzari (1998-2001) Alessia Marcuzzi con Luca e Paolo y Claudio Bisio (2001) Alessia Marcuzzi con Luca e Paolo (2002) Alessia Marcuzzi con Luca e Paolo y Enrico Bertolino (2002) Alessia Marcuzzi con Luca e Paolo (2003) Alessia Marcuzzi con Luca e Paolo, Luciana Littizzetto, Daria Bignardi, Elisabetta Canalis, Natasha Stefanenko, Kasia Smutniak, Ilary Blasi, Afef, Alena Šeredová, Fernanda Lessa, Mago Forest y Gialappa's Band (2004) Alessia Marcuzzi con Luca e Paolo (2004) Alessia Marcuzzi con Luca e Paolo y Luciana Littizzetto (2005) Alessia Marcuzzi con Luca e Paolo (2005) Cristina Chiabotto con Luca e Paolo (2006) Ilary Blasi con Luca e Paolo (2007-2008) Ilary Blasi con Fabio De Luigi, Pierfrancesco Favino y Marco Simoncelli (2008) Ilary Blasi con Luca e Paolo (2009-2011) Ilary Blasi con Enrico Brignano y Luca Argentero (2011) Ilary Blasi con Enrico Brignano, Alessandro Gassman, Pippo Baudo y Claudio Amendola (2012) Ilary Blasi con Teo Mammucari y Gialappa's Band (2013-2015) Ilary Blasi con Teo Mammucari y el Trio Medusa (2015) Geppi Cucciari con Fabio Volo, Miriam Leone, Pif, Nadia Toffa y Simona Ventura (2016) Ilary Blasi con Frank Matano, Paolo Calabresi, Andrea Agresti, Matteo Viviani, Giulio Golia, Nadia Toffa y Giampaolo Morelli (2016) Ilary Blasi con Teo Mammucari, Paolo Calabresi, Andrea Agresti, Matteo Viviani, Giulio Golia y Nadia Toffa (2017) Ilary Blasi con Teo Mammucari, Paolo Calabresi, Andrea Agresti, Matteo Viviani, Giulio Golia y Nadia Toffa (2017) Ilary Blasi con Teo Mammucari, Paolo Calabresi, Andrea Agresti, Matteo Viviani, Giulio Golia, Nadia Toffa y Frank Matano (2018) Alessia Marcuzzi con Gialappa's Band, Nicola Savino, Filippo Roma, Matteo Viviani, Giulio Golia y Nadia Toffa (2018-2019) Alessia Marcuzzi con Gialappa's Band, Nicola Savino, Filippo Roma, Matteo Viviani, Giulio Golia, Nina Palmieri, Veronica Ruggeri y Roberta Rei (2019-2021) Elodie, Rocío Muñoz Morales, Elisabetta Canalis, Madame, Michela Giraud, Elena Santarelli, Francesca Fagnani, Federica Pellegrini, Iva Zanicchi, Lodovica Comello, Paola Egonu, Gialappa's Band, Nicola Savino, Filippo Roma, Matteo Viviani, Giulio Golia, Nina Palmieri, Veronica Ruggeri y Roberta Rei (2021) Belén Rodríguez con Teo Mammucari, Max Angioni y Eleazaro Rossi (2022-2023) Belén Rodríguez con Max Angioni, Eleazaro Rossi y Nathan Kiboba (2023) Veronica Gentili con Max Angioni, Eleazaro Rossi y Nathan Kiboba (2023–presente) | Italia 1                                                                        | 22 de septiembre de 1997 | Actualmente en emisión   |
| Países Bajos                 | Caiga Quien Caiga            | Beau van Erven Dorens, Pieter Jouke y Daan Nieber | Veronica                                                                        | 28 de agosto de 2009     | 5 de abril de 2010       |
| Portugal                     | Caia Quem Caia               | José Pedro Vasconcelos, Pedro Fernandes y Joana Cruz | TVI                                                                             | 25 de octubre de 2008    | 17 de enero de 2009      |

## Popularidad y reconocimientos
CQC rápidamente ganó fama por su estilo desestructurado y original de entrevistar, preguntando lo que otros medios nunca se atreverían a preguntar. De esta premisa surge el nombre Caiga Quien Caiga, frase que refleja el espíritu del programa: hacer algo sin importar la jerarquía de quien sufre las consecuencias.
Desde sus comienzos, CQC se convirtió en un éxito y referente primero en la televisión argentina y más tarde en España, Italia, y Chile.
En 2010 obtuvo, en su sexta nominación, el Premio Emmy Internacional al mejor programa en la categoría de «Entretenimiento sin guion», consiguiendo el segundo Emmy Internacional para Argentina (el primero fue para la miniserie Televisión por la Identidad).

## Premios
- Premios Martín Fierro. (1996)
  - Mejor Programa Periodístico

- Premio Martín Fierro (2005)
  - Mejor programa humorístico

- Premio Emmy Internacional (2010)
  - Mejor programa de entretenimiento sin guion